# Prințul Charles Philippe, Duce de Anjou
Prințul Charles-Philippe Marie Louis de Orléans, Duce de Anjou (n. 3 martie 1973) este membru al Casei de Orléans.
Născut la Paris el este fiul cel mare al Prințului Michel, conte d'Evreux și a soției acestuia, Béatrice Pasquier de Franclieu. Bunicul patern a fost Prințul Henri, Conte de Paris, pretendentul orléanist la tronul Franței.

## Titlu controversat
La 8 decembrie 2004, el a primit titlul de Duce de Anjou de la unchiul său, Henri, Conte de Paris și Duce al Franței, șeful Casei de Orléans, cu acordul regelui Juan Carlos I al Spaniei. Există unele controverse în utilizarea acestui titlu de către un prinț Orléans. Aceasta a fost în mod tradițional asociat cu șeful ramurii Casei de Bourbon care domnește în Spania, în calitatea lor de pretendenți legitimiști la tronul Franței din anul 1883 - în rivalitate cu Casa de Orléans.

În acel an, Henri, conte de Chambord, ultimul descendent pe linie directă a regelui Ludovic al XV-lea al Franței, a murit fără copii. Moștenirea legitimistă a fost revendicată de ramura senioare următoare a Bourbonilor, coborâtă de la un nepot mai mic al lui Ludovic al XIV-lea, Filip, Duce de Anjou. Deși Filip a încetat utilizarea titlului de Anjou când a devenit regele Filip al V-lea al Spaniei în 1700 și a renunțat la drepturile sale de succesiune la tronul Franței în schimbul coroanei spaniole, unii legitimiști au susținut că nici unul dintre aceste acte nu au fost obligatorii.

Prin urmare, ei susțin în continuare descendența lui Filip d'Anjou în calitate de pretendent de drept la coroana franceză.
În 1986 Louis Alphonse de Bourbon a devenit pretendent legitimist ca succesor al tatălui său și i s-a acordat titlul de Duce de Anjou de către legitimiști.